# Йоаникій Ґалятовський
Йоаникій Ґалятовський (пол. Joannicjusz Galatowski; бл. 1620, Волинь, Річ Посполита — 12 січня 1688, Чернігів, Гетьманщина) — український православний монах, архімандрит Єлецького монастиря в Чернігові (1669—1688). Випускник, викладач і ректор (1657—1669) Києво-Могилянській колегії. Письменник, агіограф, проповідник і гомілет (теоретик церковного красномовства), педагог, публіцист.
Писав українською і польською мовами. Автор численних українських бестселерів:[джерело?] «Ключ разумінія» (1659), «Неба нового» (1665), «Месія правдивий» (1669), «Стара західна церква новій римській церкві» (1678), «Лебідь» (1679), «Фундаменти» (1683), «Алькоран Магометів» (1683).
Відіграв істотну роль у розвитку українського письменства ранньомодерної доби, регламентував барокові форми прозових, ораторських жанрів. Помер у Чернігові, Гетьманщина. Похований у реставрованому ним Успенському соборі Єлецького монастиря. Також — Іоаникій.

## Біографія
Йоаникій Галятовський походив з Волині. У 1640-х роках навчався в Києво-Могилянській Колегії, був учнем Лазаря Барановича.
Близько 1650 року прийняв чернечий постриг. Служив у Куп'ятицькому монастирі (поблизу Пінська, нині Білорусь). Повернувшись до Києва, викладав курс риторики у Києво-Могилянському колегіумі.
У 1658—68 роках (після Л. Барановича) — ректор Києво-Могилянської академії, ігумен Києво-Братського монастиря. Від 1668 року — ігумен, згодом архімандрит Чернігівського Єлецького монастиря.
Конфлікт і неприйняття ставленика Москви, «місцеблюстителя» Київської митрополії єпископа Методія (Филимоновича), якого не визнавало більшість представників вищого українського православного духовенства, примусили Й. Галятовського виїхати з Києва (1664) і шукати притулку у львівського православного єпископа Атанасія Желиборського. Крім Львова, Галятовський відвідав Луцьк, Слуцьк, Мінськ.
1668 року повернувся до Києва. Владнавши питання з друкуванням свого трактату «Месія правдивий», поїхав до Новгорода-Сіверського — до чернігівського архієпископа Л. Барановича. У 1669—88 роках — архімандрит Єлецького Успенського монастиря у Чернігові.
Помер Йоаникій Галятовський 2(12) січня 1688 року в Чернігові, де й похований.

## Праці
Йоаникій Галятовський — видатний промовець, автор збірок проповідей і оповідань. Автор близько 20-ти творів, здебільшого полемічного характеру, українською та польською мовами:
- «Ключ разумінія..» (1659[4][5] і 1660, Київ; 1663[6] і 1665, Львів);
- «Казання» (1660);
- «Месія правдивий» (1669);
- Трактат з теорії гомілетики «Наука, або способ зложення казання» (1659);
- Небо новоє (1665, 1677, 1699)[7], історико-літературне значення якої полягало в ознайомленні українського суспільства з розповідями й легендами західно-європейської середньовічної літератури;[8]
- Гріхи розмаитіи — Чернігів, 1685.
- Боги поганскіи в болванах мешкаючіи… — Чернігів, 1686.
- Душі людей умерлих… — Чернігів, 1687
- «Скарбниця потребная» — Новгород-Сіверський, 1676
- а також кілька творів полемічного характеру, спрямованих на захист православ'я[8].

Видав польською мовою полеміко-богословські трактати:
- Messiasz prawdziwy… — Київ, 1672
- Rozmowa białocerkiewska… — Новгород-Сіверський, 1676
- Skarb pochwały — Новгород-Сіверський, 1676
- Łabędź z piórami swemi a darami boskiemi  — Новгород-Сіверський 1679
- Alphabetum rozmaitym heretykom niewiernym dla ich nauczenia y nawrocenia do wiary katholickiey od prawowiernych katholikow… — Чернігів, 1681
- Alkoran Machometow… — Чернігів, 1683

1688 року переклав українською мовою окремі уривки Біблії. Його творчий доробок свідчить про широку ерудицію, глибоку обізнаність з найкращими зразками світової наукової, полемічної та історичної спадщини.
Слідом за Єпіфанієм Славинецьким, Галятовський вплинув на розвиток схоластичної проповіді в Україні, сприяв поширенню на Московії традицій українського проповідництва. Цю справу згодом продовжили Димитрій Туптало, Стефан Яворський, Феофан Прокопович.

### Видання праць
- Біда К. Іоанікій Ґалятовський і його «Ключъ Разумѣнія» [Архівовано 30 листопада 2020 у Wayback Machine.]. — Рим: 1975 р. — 527 с. (репринтне видання стародруку разом зі 100-сторінковою розвідкою Костянтина Біди)
- Іоаникій Галятовський. Ключ розуміння. — Київ: Наукова думка, 1985. — 448 с. (до видання увійшли твори «Ключ розуміння» (скорочено), «Небо новоє», «Скарбніца потребная», «Гріхи розмаїтиї», «Душа»)

## Вшанування
Іменем Йоаникія названо вулицю в Півцях — місцевості на північному сході Чернігова.